# Кояндытау
Кояндытау (каз. Қояндытау) — хребет на юго-западе Жетысу Алатау. Восточное продолжение хребта Алтынемель. Абсолютная высота 3459 м, средняя высота 2500—3000 м. Длина с запада на восток 45—50 км, ширина 15—20 км. Сложен из эффузивных и гранитных пород палеозоя. В долине разрезан руслами рек Буракожыр, Кескентерек, Коктерек, Кайшы. Растет полынь, в некотрых местах луга с кустарниками. У подножия — пастбища.